# Чивейва
Чивейва (англ. Chiwawa River) — река в центральной части штата Вашингтон, США. Приток реки Уэнатчи,  которая в свою очередь является притоком реки Колумбия. Длина составляет 60 км; площадь бассейна — около 474 км². Средний расход воды в районе устья — 14,41 м³/с. Высота устья — 562 м над уровнем моря.
Берёт начало в северной части Каскадных гор, на южных склонах горы Чивейва и горы Фортресс. Течёт в южном направлении между горным хребтом Чивейва (на западе) и Энтиат (на востоке), протекая по территории национального леса Уэнатчи. Меняет направление течения на юго-восточное. Впадает в реку Уэнатчи в нескольких милях к востоку от озера Уэнатчи.